# He Hongmei
He Hongmei (chiń. 何红梅; ur. 12 czerwca 1983 w Syczuanie) – chińska judoczka. Olimpijka z Londynu 2012, gdzie zajęła siedemnaste miejsce w kategorii 52 kg.
Piąta na mistrzostwach świata w 2009. Brązowa medalistka igrzysk azjatyckich w 2010. Mistrzyni Azji w 2009 i trzecia w 2012 roku.

## Letnie Igrzyska Olimpijskie 2012
| Konkurencja | Walki                   | Klas. końcowa |
| Konkurencja | 1/16                    | Miejsce       |
| ----------- | ----------------------- | ------------- |
| 52 kg       | Priscilla Gneto (FRA) P | XVII          |